# پاپلیتس (باروث)
پاپلیتس (به آلمانی: Paplitz) یک منطقهٔ مسکونی در آلمان است که در باروث واقع شده‌است. پاپلیتس ۳۵۹ نفر جمعیت دارد.